# Zidona
Zidona is een geslacht van weekdieren uit de  familie van de Volutidae.

## Soort
- Zidona dufresnei (Donovan, 1823)